# Burg Beinstein
Die sogenannte Burg Beinstein ist eine abgegangene mittelalterliche Burg in Beinstein, einem Ortsteil der Großen Kreisstadt Waiblingen im baden-württembergischen Rems-Murr-Kreis. Über die ehemalige Befestigungsanlage ist nicht mehr viel bekannt; der ursprüngliche Name und der Standort sind unbekannt. 

## Lage
Wahrscheinlich befand sich die mutmaßliche Burgstelle südlich der Landstraße L 1193 und westlich des Beibachs, etwa bei der autobahnähnlichen B 29-Anschlussstelle Waiblingen-Beinstein. Der Flurname in diesem Bereich lautet Obere Au. Durch den Bau der Schnellstraße hat sich das Gelände erheblich verändert. 

## Geschichte

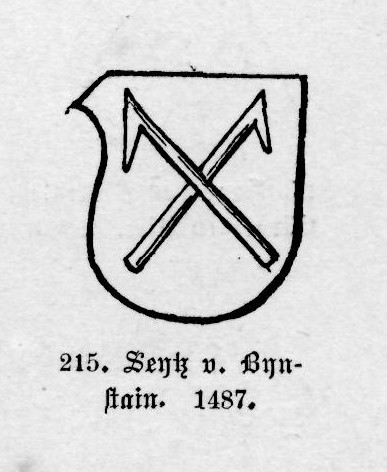
Wappen des Siegfried von Beinstein (Seytz von Bynstain)

An die ehemalige Burg erinnert der Feldweg Burgweg, der von Rommelshausen in Richtung Beinstein führt. Nur durch diesen Namen kann noch auf die einstige Existenz einer mittelalterlichen Befestigung geschlossen werden. Ein Adelsgeschlecht aus Beinstein kann nicht eindeutig nachgewiesen werden. Nach Otto von Alberti könnte der 1482 genannte Sytz (Siegfried) von Beinstein, Vogt zu Hohenrechberg, ursprünglich aus Beinstein stammen. 1487 wird in einer Ellwanger Urkunde ein fast namensgleicher Mann (Seytz von Bynstain) als Schultheiß von Aalen genannt. Wahrscheinlich handelt es sich um dieselbe Person.
Da keinerlei oberirdische Ruinen sichtbar sind, kann über das Aussehen der Anlage nur spekuliert werden. Der Remstaler Heimatforscher Eugen Bellon hielt eine kleine Burg oder auch nur ein Festes Haus in der Flur für denkbar. 
Wahrscheinlich nicht identisch mit der Burg war ein turmartiges Gebäude in Beinstein, dessen die Ursperger Chronik noch gedachte. Dieses eindeutig römische Bauwerk soll die Inschrift CLODIVS HOC FECIT VXORI SVAE („Clodius schuf dies für seine Frau“) getragen haben. Nach der Chronik wurde es 1311 im so genannten Reichskrieg zwischen Graf Eberhard dem Erlauchten und den Reichsstädten zerstört.